# Arcidiocesi di Damasco
L'arcidiocesi di Damasco (in latino Archidioecesis Damascena) è una sede soppressa e sede titolare della Chiesa cattolica.

## Storia
Damasco, capitale dell'odierna Siria, è l'antica sede metropolitana della provincia romana di Fenicia Seconda nella diocesi civile d'Oriente e nel patriarcato di Antiochia.
La fondazione della comunità cristiana della città di Damasco è dovuta al noto fatto che qui san Paolo incontrò Anania, capo della locale comunità paleocristiana, che lo avviò al cristianesimo. La diocesi di Damasco venne fondata nel IV secolo per opera dell'imperatore Teodosio I, il quale diede disposizioni affinché il locale tempio di Giove Damasceno venisse convertito in chiesa per il culto cristiano e dedicato a San Giovanni Battista.
Nella Notitia antiochena, attribuita al patriarca Anastasio I nella seconda metà del VI secolo, Damasco occupa il 9º posto fra le metropolie del patriarcato di Antiochia, con 11 diocesi suffraganee: Eliopoli, Abila, Laodicea, Eurea (Evaria), Conocora, Jabruda, Danaba, Corada, Arlane, Parembole (diocesi dei Saraceni) e Palmira. In una recensione della Notitia del X secolo, Eliopoli è indicata come sede metropolitana autocefala senza suffraganee, dipendente direttamente dal patriarca, elevata a questo rango ecclesiastico al posto di Emesa, diventata provincia ecclesiastica.
La metropolia di Damasco conservò le proprie strutture anche dopo la conquista mussulmana della città (636). Dal 1342 circa, Damasco divenne la sede propria dei patriarchi della Chiesa greco-ortodossa di Antiochia, fino ai nostri giorni.
Dal XIV secolo Damasco è annoverata tra le sedi arcivescovili titolari della Chiesa cattolica; la sede è vacante dal 26 giugno 1967.

## Cronotassi

### Arcivescovi greci
- Magno † (prima del 325 - dopo il 341)
- Filippo † (menzionato nel 381)
- Giovanni I † (menzionato nel 431)
- Teodoro † (prima del 445 - dopo il 451)
- Giovanni II (Doroteo) † (menzionato nel 458)
- Pietro † (? - 512 deposto)
  - Mammiano † (512 - 518) (vescovo giacobita)
  - Tommaso † (518 - 519 deposto) (vescovo giacobita)
- Eustazio † (menzionato nel 553)
- Germano † (menzionato nel 590 circa)
- San Pietro † (? - circa 743 deceduto)
- Sergio † (prima del 1021 - circa 1033 dimesso)

### Arcivescovi titolari
- Giovanni † (menzionato nel 1317)
- Hugh † (circa 1344 - circa 1351)
- Filippo Ogerio, O.Carm. † (1411 - ?)
- Paolo † (1453 - ? deceduto)
- Guido † (1468 - ?)
- Louis Fenollet † (20 marzo 1476 - ?)
- Antonio Romulia † (4 settembre 1528 - ?)
- Guglielmo di Gonnavilla, O.Carm. † (13 ottobre 1531 - 1540 deceduto)
- Simon de Podio, O.F.M. † (1º luglio 1532 - ?)
- Jean Bastiani † (1535 - ?)
- Antoine le Tonnellier, O.S.B. † (11 novembre 1540 - ? deceduto)
- François de Sancto Ragone † (12 settembre 1548 - ? deceduto)
- Jean Henri, O.F.M. † (23 marzo 1558 - ? deceduto)
- Giorgio Salomo di Cipro, O.E.S.A. † (13 marzo 1560 - ? deceduto)
- Jacques Maistret, O.Carm. † (17 novembre 1574 - ? deceduto)
- Robert Bartholot, O.Carm. † (26 novembre 1601 - ? deceduto)
- Decio Carafa † (17 maggio 1606 - 17 agosto 1611 creato cardinale)
- Francesco Sacrati † (5 novembre 1612 - 19 aprile 1621 creato cardinale)
- Agostino Morosini † (17 maggio 1621 - ?)
- Antonio Sotomayor, O.P. † (16 luglio 1632 - 3 settembre 1648 deceduto)
- Bernardino Rocci † (9 aprile 1668 - 27 maggio 1675 creato cardinale)
- Orazio Mattei † (17 giugno 1675 - 30 settembre 1686 nominato cardinale presbitero di San Lorenzo in Panisperna)
- Sebastiano Antonio Tanara † (28 aprile 1687 - 12 dicembre 1695 creato cardinale)
- Daniello Marco Delfino † (2 gennaio 1696 - 15 settembre 1698 nominato arcivescovo, titolo personale, di Brescia)
- Antonio Felice Zondadari † (5 dicembre 1701 - 18 maggio 1712 creato cardinale)
- Vincenzo Petra † (5 ottobre 1712 - 20 novembre 1724 creato cardinale)
- Francesco Antonio Finy † (20 dicembre 1724 - 8 marzo 1728 nominato cardinale presbitero di Santa Maria in Via)
- Giuseppe Maria Feroni † (10 maggio 1728 - 10 dicembre 1753 nominato cardinale presbitero di San Pancrazio fuori le mura)
- Giovanni Carlo Molinari † (14 gennaio 1754 - 31 marzo 1763 deceduto)
- Filippo Maria Pirelli † (4 febbraio 1765 - 1º dicembre 1766 nominato cardinale presbitero di San Crisogono)
- Bernardino Giraud † (6 aprile 1767 - 15 marzo 1773 nominato arcivescovo di Ferrara)
- Marcantonio Conti † (3 aprile 1775 - 25 gennaio 1780 deceduto)
- François de Pierre de Bernis † (20 settembre 1784 - 2 novembre 1794 succeduto arcivescovo di Albi)
- Emidio Ziucci † (16 dicembre 1796 - 20 aprile 1802 deceduto)
- Pietro Francesco Galleffi † (31 agosto 1819 - 29 maggio 1820 nominato cardinale vescovo di Albano)
- Giuseppe della Porta Rodiani † (19 aprile 1822 - 16 maggio 1823 nominato patriarca titolare di Costantinopoli)
- Camillo Giovanni Rossi † (9 aprile 1827 - 16 luglio 1837 deceduto)
- Francesco Brigante Colonna † (20 gennaio 1845 - 27 luglio 1846 nominato arcivescovo, titolo personale, di Recanati e Loreto)
- Domenico Lucciardi † (21 dicembre 1846 - 10 aprile 1851 nominato patriarca titolare di Costantinopoli)
- Luigi Clementi † (8 agosto 1851 - 21 dicembre 1863 nominato arcivescovo, titolo personale, di Rimini)
- Pier Francesco Meglia † (22 settembre 1864 - 19 settembre 1879 nominato cardinale presbitero dei Santi Silvestro e Martino ai Monti)
- Prosper Auguste Dusserre † (27 febbraio 1880 - 25 novembre 1892 succeduto arcivescovo di Algeri)
- Serafino Cretoni † (16 gennaio 1893 - 22 giugno 1896 nominato cardinale presbitero di Santa Maria sopra Minerva)
- John Joseph Keane † (29 gennaio 1897 - 24 luglio 1900 nominato arcivescovo di Dubuque)
- Denis Alphonse Steyaert, O.C.D. † (15 aprile 1901 - 27 luglio 1910 deceduto)
- Angelo Giacinto Scapardini, O.P. † (23 settembre 1910 - 27 agosto 1921 nominato arcivescovo, titolo personale, di Vigevano)
- Carlo Sica † (21 novembre 1921 - 2 dicembre 1939 deceduto)
- Giuseppe Beltrami † (20 febbraio 1940 - 26 giugno 1967 nominato cardinale presbitero di Santa Maria Liberatrice a Monte Testaccio)